# لارا ميشيل
لارا ميشيل مواليد 24 ديسمبر 1991 في مورس، هي لاعبة كرة مضرب سويسرية تلعب باليد اليسرى وتحتل حالياً المرتبة 612 (31 أغسطس 2015) في تصنيف رابطة محترفات كرة المضرب. أعلى تصنيف لها في الفردي كان 285. أعلى تصنيف لها في الزوجي كان 440.

## النهائيات

### الفردي (6–2)
| الحصيلة | الرقم | التاريخ       | الدورة                    | الأرضية | المنافس            | النتيجة                 |
| ------- | ----- | ------------- | ------------------------- | ------- | ------------------ | ----------------------- |
| الوصافة | 1.    | 31 مايو 2010  | غالاتينا، إيطاليا         | ترابية  | آن سشافر           | 6–4, 3–6, 1–6           |
| الفوز   | 1.    | 8 نوفمبر 2010 | لوجبوروج، المملكة المتحدة | صلبة    | آنا فيتزباتريك     | 6–2, 6–2                |
| الوصافة | 2.    | 3 يناير 2011  | تجمع سان مارتين، فرنسا    | صلبة    | سيلين كاتانيو      | 7–6(9–7), 4–6, 6–7(6–8) |
| الفوز   | 2.    | 1 أكتوبر 2012 | كالاماتا، اليونان         | صلبة    | كاثينكا فون ديكمان | 7–6(7–4), 0–6, 6–0      |
| الفوز   | 3.    | 28 يناير 2013 | شرم الشيخ، مصر            | صلبة    | بيرنيلا مندسوفا    | 6–3, 4–6, 6–2           |
| الفوز   | 4.    | 4 فبراير 2013 | شرم الشيخ، مصر            | صلبة    | دوروتجا إريتش      | 6–4, 3–6, 6–4           |
| الفوز   | 5.    | 5 مايو 2014   | بول، كرواتيا              | ترابية  | لكاج أدريجانا      | 6–3, 6–3                |
| الفوز   | 6.    | 12 مايو 2014  | بول، كرواتيا              | ترابية  | فيكتوريا توموفا    | 6–4, 6–3                |

## وصلات خارجية
- لارا ميشيل على موقع رابطة محترفات التنس (الإنجليزية)
- لارا ميشيل على موقع الاتحاد الدولي لكرة المضرب (الإنجليزية)
- لارا ميشيل على موقع خلاصة التنس.كوم (الإنجليزية)
- لارا ميشيل على موقع إي إس بي إن.كوم (الإنجليزية)

- الموقع الرسمي